# Vegorítida
Vegorítida era un municipio perteneciente a la unidad periférica de Pella en la periferia de Macedonia Central fundado gracias al Plan Capodistrias. Funcionó entre 1999 y 2010, cuando fue abolido por el Plan Calícrates y fue integrado en la municipio de Édessa. Contaba con 289,987 km² y 4.180 habitantes según el censo de 2001. Gran parte del lago Vegorítida formaba parte del municipio. La capital era Árnissa.

## Subdivisión
El municipio de Vegorítida se subdividía en 5 unidades municipales:
- Unidad municipal de Árnissa

Árnissa
Agios Dimitrios
Drosiá
Nea Xanthógeia
Xanthógeia
- Unidad municipal de Agios Athanasios

Agios Athanasios
Neos Agios Athanasios
- Unidad municipal de Grammatikó

Bajo Grammatikó
Alto Grammatikó
- Unidad municipal de Panagitsa

Panagista
Zervi
- Unidad municipal de Peraía

Peraía